# Боровське (Алейський район)
Боровське́ (рос. Боровское) — село у складі Алейського району Алтайського краю, Росія. Адміністративний центр Боровської сільської ради.

## Населення
Населення — 1050 осіб (2010; 1325 у 2002).
Національний склад (станом на 2002 рік):
- росіяни — 88 %